# Pelobates syriacus
Espèce
Synonymes
- Pelobates syriacus boettgeri Mertens, 1923
- Pelobates syriacus balcanicus Karaman, 1928
- Pelobates transcaucasicus Delwig, 1928

Statut de conservation UICN

 LC  : Préoccupation mineure
Pelobates syriacus est une espèce d'amphibiens de la famille des Pelobatidae.

## Répartition
Cette espèce se rencontre :
- au Proche-Orient, dans le Nord d'Israël, au Liban, dans le nord de la Syrie, dans le Nord de l'Irak, en Iran et en Turquie ;
- dans l'est de la Transcaucasie, dans le sud de la Russie, en Arménie, en Géorgie et en Azerbaïdjan ;
- dans l'est de l'Europe, dans l'Est de la Serbie, en Macédoine, en Bulgarie, dans le sud-est de la Roumanie, en Bulgarie et en Grèce.

## Étymologie
Cette espèce est nommée en référence au lieu de sa découverte, la Syrie.

## Publication originale
- Boettger, 1889 : Ein neuer Pelobates aus Syrien. Zoologischer Anzeiger, vol. 12, p. 144-147 (texte intégral).